# Joe Alaskey
Joseph Francis Alaskey III, conhecido por Joe Alaskey (Troy, 17 de abril de 1952 – Green Island, 3 de fevereiro de 2016), foi um ator, dublador e comediante estadunidense.
Alaskey foi creditado como um dos sucessores de Mel Blanc no estúdio Warner Bros. Animation e alternou com Jeff Bergman a personificação das vozes de Bugs Bunny, Daffy Duck, Sylvester, Tweety e outras personagens dos desenhos animados da Warner Bros., como Plucky Duck em Tiny Toon Adventures de 1990 a 1995. Foi o segundo ator a fazer a voz do Vovô Lou Pickles em Rugrats (herdando o papel depois da morte de David Doyle em 1997). Também interpretou Lou na série spin-off Rugrats, All Grown Up! e nos filmes baseado na série. Outra dublagem foi a voz de Stinkie em Casper, bem como o spin-off animado do filme de 1996, The Spooktacular New Adventures of Casper.
Morreu de câncer, em 3 de fevereiro de 2016.